# Albrecht von Boeselager
Albrecht Freiherr von Boeselager (Altenahr, 4 ottobre 1949) è un giurista e religioso tedesco.

## Biografia
Albrecht von Boeselager è nato ad Altenahr, in Germania, nel 1949, figlio del barone Philipp von Boeselager, già ufficiale dell'esercito tedesco e membro della resistenza al nazismo, e della moglie, la contessa Rosa Maria von Westphalen zu Fürstenberg, a sua volta pronipote di Clemens August, noto esponente del Zentrum. La famiglia dei baroni Boeselager appartiene alla nobiltà tedesca cattolica della Renania, e tra i parenti di Albrecht si annoverano il vescovo di Münster Clemens August von Galen, noto per la sua presa di posizione radicalmente critica nei confronti del programma nazista di eutanasia, e il diplomatico Wilhelm von Ketteler. Nel 1977 ha sposato Praxedis Freiin von und zu Guttenberg, figlia del parlamentare cristiano-democratico Karl Theodor e zia di Karl-Theodor zu Guttenberg (Ministro della difesa della Germania 2009-2011); hanno avuto cinque figli.
Fu educato, come il padre, all'Aloisiuskolleg di Bad Godesberg, un collegio gesuitico, e, dopo studi presso le università di Bonn, di Ginevra, e di Friburgo, ha conseguito la laurea in legge presso l'università di Friburgo. Servì nella Bundeswehr come sottotenente di complemento dal 1968 al 1970; tra il 1976 e il 1990 ha esercitato la professione di avvocato.
Entrato nell'Ordine di Malta nel 1976 come cavaliere d'onore e devozione. Dal 1982 al 2014 è stato il Cancelliere dell'Associazione Tedesca dell'Ordine e membro del Comitato direttivo del Corpo di Soccorso dell'Associazione Tedesca (Malteser Hilfsdienst). È stato eletto Grande Ospedaliere nel 1989 e rieletto nel 1994, nel 1999, nel 2004 e nel 2009. Dal 1994 al 2005 è stato membro del Pontificio consiglio "Cor Unum" e dal 1990 è membro del Pontificio consiglio della pastorale per gli operatori sanitari. Il Capitolo Generale del 30 e 31 maggio 2014 lo ha eletto alla carica di Gran Cancelliere, cioè capo dell'esecutivo. Questa figura ha la responsabilità della politica estera e delle missioni diplomatiche dell'Ordine. Al tempo stesso è il Ministro degli Interni, responsabile delle relazioni con le 48 Associazioni nazionali dell'Ordine nel mondo. Sotto l'autorità del Gran Maestro ed in conformità con la Costituzione, è incaricato della rappresentanza dell’Ordine nei confronti dei terzi, di condurre la politica e l'amministrazione interna, e di coordinare le attività del Governo dell'Ordine
Il 6 dicembre 2016 il Gran Maestro Matthew Festing ha ritenuto – con grande rammarico per i suoi numerosi anni di servizio nell'Ordine – che si fosse creata una situazione estremamente grave e insostenibile che esigesse le sue dimissioni dalla carica di Gran Cancelliere. Dopo il suo rifiuto, il Gran Maestro non ha avuto altra scelta che ordinargli, alla presenza del Gran Commendatore e del Cardinale Patrono, in base alla promessa di obbedienza, di dimettersi. Boeselager ha rifiutato nuovamente. A quel punto, il Gran Commendatore, con l'appoggio del Gran Maestro, del Sovrano Consiglio e della maggior parte dei membri dell'Ordine in tutto il mondo, ha avviato un procedimento disciplinare attraverso il quale un membro viene sospeso dall'appartenenza all'Ordine, e quindi da tutte le cariche all'interno dell'Ordine stesso. La ragione della sospensione da Gran Cancelliere, ha spiegato Festing, è dovuta a gravi problemi accaduti durante il mandato di Boeselager come Grande Ospedaliere dell’Ordine di Malta, e il successivo occultamento di questi problemi al Gran Magistero, come dimostrato in un rapporto commissionato dal Gran Maestro l'anno precedente.
Il 14 dicembre il Sovrano Consiglio ha chiamato a succedergli provvisoriamente fra John Edward Critien.
Il 22 dicembre papa Francesco ha disposto la costituzione di un gruppo di una commissione con l'incarico di raccogliere elementi atti ad informare compiutamente e in tempi brevi la Santa Sede in merito alla vicenda che lo ha recentemente interessato. Membri della commissione sono Silvano Maria Tomasi, nunzio apostolico, il canonista gesuita Gianfranco Ghirlanda, l'avvocato Jacques de Liedekerke e infine Marc Odendall e Marwan Sehnaoui.
Il 24 gennaio 2017 Festing ha rassegnato le dimissioni da Gran maestro, accolte il giorno seguente da papa Francesco. Il 28 gennaio, dopo una lettera del Papa datata al 27 gennaio, il Sovrano Consiglio ha formalizzato le dimissioni di Festing e ha revocato il decreto di sospensione di Boeselager, che è tornato così Gran cancelliere.
Il 3 settembre 2022 papa Francesco promulgò la nuova Carta Costituzionale ed il relativo Codice Melitense e decretò la revoca delle Alte Cariche e lo scioglimento del Sovrano Consiglio chiamando a succedergli Riccardo Paternò di Montecupo.

## Ascendenza
|                                              |                                       |                                          | Genitori                                |  |  | Nonni |  |  | Bisnonni               |  |  | Trisnonni              |  |
|                                              |                                       |                                          |                                         |  |  |       |  |  | Philipp von Boeselager |  |  | Klemens von Boeselager |  |
|                                              |                                       |                                          |                                         |  |  |       |  |  | Philipp von Boeselager |  |  | Klemens von Boeselager |  |
|                                              |                                       | Sophie von Wolff                         |                                         |  |  |       |  |  | Philipp von Boeselager |  |  |                        |  |
| Albrecht von Boeselager                      |                                       |                                          |                                         |  |  |       |  |  | Philipp von Boeselager |  |  |                        |  |
|                                              |                                       | Therese zu Stolberg-Stolberg             | Joseph Theodor zu Stolberg-Stolberg     |  |  |       |  |  |                        |  |  |                        |  |
|                                              |                                       | Therese zu Stolberg-Stolberg             | Joseph Theodor zu Stolberg-Stolberg     |  |  |       |  |  |                        |  |  |                        |  |
|                                              |                                       | Therese zu Stolberg-Stolberg             | Caroline de Robiano                     |  |  |       |  |  |                        |  |  |                        |  |
| Philipp von Boeselager                       |                                       | Therese zu Stolberg-Stolberg             |                                         |  |  |       |  |  |                        |  |  |                        |  |
|                                              |                                       | Anton von Salis-Soglio                   | Anton von Salis-Soglio                  |  |  |       |  |  |                        |  |  |                        |  |
|                                              |                                       | Anton von Salis-Soglio                   | Anton von Salis-Soglio                  |  |  |       |  |  |                        |  |  |                        |  |
|                                              |                                       | Anton von Salis-Soglio                   | Leopoldine von Rolshausen               |  |  |       |  |  |                        |  |  |                        |  |
| Maria Theresia von Salis-Soglio              |                                       | Anton von Salis-Soglio                   |                                         |  |  |       |  |  |                        |  |  |                        |  |
|                                              |                                       | Adelheid von Bissingen und Nippenburg    | Ferdinand von Bissingen und Nippenburg  |  |  |       |  |  |                        |  |  |                        |  |
|                                              |                                       | Adelheid von Bissingen und Nippenburg    | Ferdinand von Bissingen und Nippenburg  |  |  |       |  |  |                        |  |  |                        |  |
|                                              |                                       | Adelheid von Bissingen und Nippenburg    | Maria Meraviglia-Crivelli               |  |  |       |  |  |                        |  |  |                        |  |
| Albrecht von Boeselager                      |                                       | Adelheid von Bissingen und Nippenburg    |                                         |  |  |       |  |  |                        |  |  |                        |  |
|                                              | Clemens von Westphalen zu Fürstenberg | Friedrich von Westphalen zu Fürstenberg  |                                         |  |  |       |  |  |                        |  |  |                        |  |
|                                              | Clemens von Westphalen zu Fürstenberg | Friedrich von Westphalen zu Fürstenberg  |                                         |  |  |       |  |  |                        |  |  |                        |  |
|                                              | Clemens von Westphalen zu Fürstenberg | Rosina Czernin von Chudenitz             |                                         |  |  |       |  |  |                        |  |  |                        |  |
| Friedrich Carl von Westphalen zu Fürstenberg | Clemens von Westphalen zu Fürstenberg |                                          |                                         |  |  |       |  |  |                        |  |  |                        |  |
|                                              |                                       | Sophie Therese de Longueval von Buquoy   | Karel de Longueval von Buquoy           |  |  |       |  |  |                        |  |  |                        |  |
|                                              |                                       | Sophie Therese de Longueval von Buquoy   | Karel de Longueval von Buquoy           |  |  |       |  |  |                        |  |  |                        |  |
|                                              |                                       | Sophie Therese de Longueval von Buquoy   | Philippine Czernin von und zu Chudenitz |  |  |       |  |  |                        |  |  |                        |  |
| Rosa Maria von Westphalen zu Fürstenberg     |                                       | Sophie Therese de Longueval von Buquoy   |                                         |  |  |       |  |  |                        |  |  |                        |  |
|                                              |                                       | Engelbert-Egon von Fürstenberg-Herdingen | Franz Egon von Fürstenberg-Herdringen   |  |  |       |  |  |                        |  |  |                        |  |
|                                              |                                       | Engelbert-Egon von Fürstenberg-Herdingen | Franz Egon von Fürstenberg-Herdringen   |  |  |       |  |  |                        |  |  |                        |  |
|                                              |                                       | Engelbert-Egon von Fürstenberg-Herdingen | Karoline von Stael                      |  |  |       |  |  |                        |  |  |                        |  |
| Marie Felicitas von Fürstenberg-Herdingen    |                                       | Engelbert-Egon von Fürstenberg-Herdingen |                                         |  |  |       |  |  |                        |  |  |                        |  |
|                                              |                                       | Maria Pia von Praschma                   | Friedrich von Praschma                  |  |  |       |  |  |                        |  |  |                        |  |
|                                              |                                       | Maria Pia von Praschma                   | Friedrich von Praschma                  |  |  |       |  |  |                        |  |  |                        |  |
|                                              |                                       | Maria Pia von Praschma                   | Elisabeth zu Stolberg-Stolberg          |  |  |       |  |  |                        |  |  |                        |  |
|                                              |                                       | Maria Pia von Praschma                   |                                         |  |  |       |  |  |                        |  |  |                        |  |

## Fonti
- Biografia nel sito ufficiale del Sovrano ordine militare di Malta